# الدوري الأمريكي لكرة السلة للمحترفين 1950–51
الدوري الأمريكي لكرة السلة للمحترفين 1950–51 (بالإنجليزية: 1950–51 NBA season)‏ هو موسم من الرابطة الوطنية لكرة السلة. أقيم خلال الفترة 31 أكتوبر 1950 وحتى 21 أبريل 1951، وأشرف على تنظيمه الرابطة الوطنية لكرة السلة، وفاز فيه سكرامنتو كينغز.